# Nicola D'Apolito

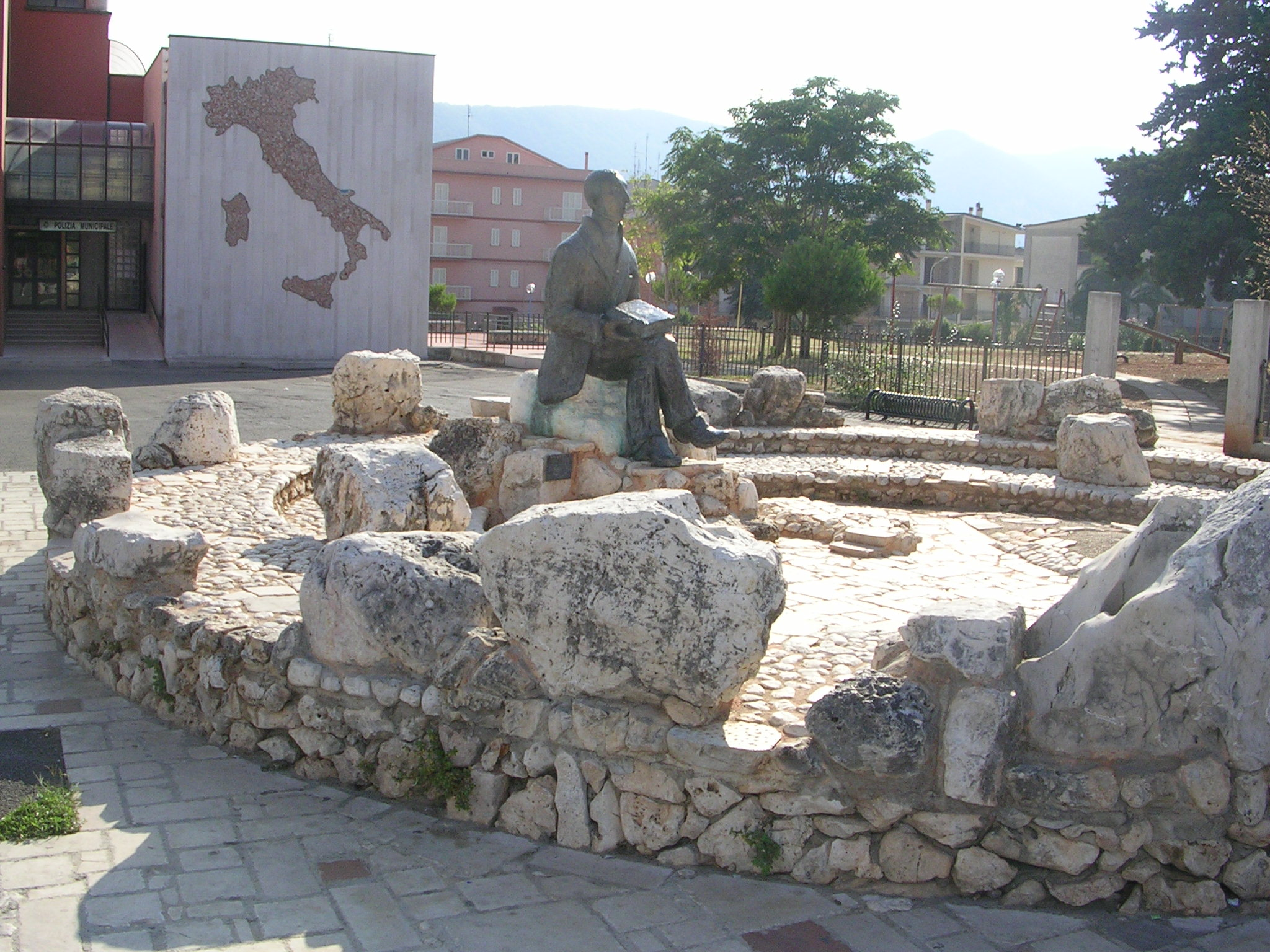
Statua dedicata a Nicola d'Apolito

Nicola d'Apolito (Cagnano Varano, 29 marzo 1815 – Cagnano Varano, 25 giugno 1862) è stato un chirurgo e scienziato italiano.

## Il Personaggio
Nato il 29 marzo 1815 a Cagnano Varano, un paese del promontorio garganico Gargano in provincia di Foggia, da Francesco Antonio d'Apolito e Bartolomea Curatolo, Nicola Bonifacio d'Apolito era ultimogenito di nove figli. Le notizie riguardanti la sua infanzia e adolescenza sono scarse. Tutto quello che si sa di sicuro è che compì i primi studi presso il dotto sacerdote Francesco Antonio Caputo, uno dei dodici canonici della Chiesa collegiale Santa Maria della Pietà in Cagnano Varano.
L'unico ritratto rimastoci lo mostra alto, con un viso pallido e scarno, un corpo magro ed esile, capelli neri, lineamenti forti e occhi profondi. Un suo compagno di studi, Davide Panzetta, lo descrive come «un giovine per quanto umile, rispettoso, altrettanto meccanico di natura, di carattere freddo e minuto osservatore». Altre fonti ce lo mostrano come solitario, pensieroso e timido, ma al tempo stesso energico.

## Gli Studi Medici
Nel 1835 l'Aquilotto garganico (così chiamato per via del suo aspetto) lasciò la sua Cagnano ed i suoi familiari per intraprendere gli studi medici nella capitale partenopea. Dopo soli 2 anni e mezzo, d'Apolito ascoltava per la prima volta il Professor De Vincentiis sul trattato di fasciature ed apparecchi chirurgici e , ancora studente, fece delle importanti modifiche all'apparecchio ad estensione permanente per le fratture dell'arto inferiore. Poco dopo l'Accademia medico-chirurgica diede l'incarico «a soci Grillo e De Vincentiis» di mettere in pratica tali migliorie.
Gli anni in cui visse d'Apolito furono anni di grandissimo progresso delle scienze in tutti i suoi campi, anche in quello della chirurgia, eppure non si trovava un metodo che riuscisse a salvare una vastissima categoria di feriti all'addome. Furono molti ed illustri i chirurghi che presentarono metodi di sutura per queste gravi ferite. Il più efficace di tali metodi lo si deve a Nicola d'Apolito. Il sistema di enterorafia proposto dal d'Apolito fu denominato “a tempo” e presto venne sperimentato dai professori Caccioppoli e Clariflone nell'Ospedale degli Incurabili a Napoli il 29 giugno del 1841 in un caso di ernia incarcerata. Il risultato fu del tutto soddisfacente e l'ammalato poté uscire dall'Ospedale poco tempo dopo completamente guarito.

## L'Invidia
Nello stesso anno il chirurgo pugliese inviò all'Institute de France, Acadèmic Royale des Scienses, una sua memoria sul nuovo metodo di enterorafia. Questa venne letta nella seduta del 2 agosto 1841; ma, anziché riscuotere il consenso e il successo sperato, fu severamente criticata. Il d'Apolito venne accusato di essersi semplicemente appropriato del metodo di Lembert, basato sull'addossamento delle sierose, e della sutura a sopraggitto proposta da Volpeau. A tali accuse d'Apolito rispose che la sua sutura era diversa da quella di Volpeau e dalle «numerose suture cruente che si sono andate man mano dai diversi autori immaginando» e che tale fraintendimento sarebbe potuto dipendere «dalla poca perfezione» delle tavole illustrative. Nonostante l'avversità francese, tale sutura diventò sempre più nota e utilizzata.

## Il Rifiuto
A questo punto, a sette anni dal suo arrivo a Napoli, nel 1842, insigni rappresentanti della Reale Accademia Napoletana gli fecero lusinghiere proposte di una cattedra, che nella Napoli dell'epoca significava fama e ricchezza. Non si sa il perché, d'Apolito rifiutò la proposta. Lo stesso anno ritornò a Cagnano e vi rimase fino alla morte.
Molte furono le teorie riguardanti il suo ritorno a Cagnano, si parla di nostalgia del paese natio, di inadeguatezza a vivere nella metropoli delle sirene, d'incapacità a superare le avversità, la sfortuna. Egli diede alla scienza un sistema operatorio apportatore di vita che gli venne misconosciuto.

## Gli Ultimi Anni
A Cagnano passò il suo tempo tra studio, lavoro, casa e solitudine.
Nel 1852 sposò Sofia Lombardi, dalla quale ebbe tre figli. Fu una vita coniugale molto tranquilla e la moglie lo sostenne e confortò nei momenti di depressione. Gli fu affidata la condotta di chirurgo di quel paesino garganico, che nel momento di maggior bisogno, ormai cieco da un occhio per la cataratta e quasi non vedente dall'altro, gli venne ritirata.
Nel 1862, dopo quasi venti anni di attività, desideroso di ritirarsi in solitudine nella sua casa di campagna per concludere un trattato antropologico sull'origine della specie umana, fu improvvisamente colto da polmonite e, a causa della stessa, morì pochi giorni dopo. Era il 25 giugno 1862.